# Dietmar Schicker
Dietmar „Didi“ Schicker (* 30. März 1961; † 16. April 2017 in Trofaiach) war ein österreichischer Fußballspieler auf der Position eines Abwehrspielers, der später unter anderem als Fußballtrainer tätig war.

## Karriere
Dietmar Schicker wurde am 30. März 1961 geboren und begann in noch jungen Jahren mit dem Fußballspielen. Nachdem er bis 1982 dem damaligen Unterliga-Nord-Klub 1. FC Leoben angehört hatte, wechselte der damals 21-Jährige in weiterer Folge zum größeren Stadtklub DSV Alpine. Bereits im ersten Saisonspiel, einem 1:0-Heimerfolg über den FC Zell am See, gab Schicker sein Profidebüt, als er für den österreichischen Zweitligisten von Beginn an und über die volle Matchdauer durchspielte. Der damalige Trainer Wojciech Przybylinski setzte ihn zu Saisonbeginn noch regelmäßig ein, danach gingen Schickers Einsätze etwas zurück, ehe er kurz vor der Winterpause wieder zu regelmäßigen Einsätzen fand. Nachdem der polnische Trainer im April 1983 beurlaubt worden war, fand Schicker unter der Interimslösung Harry Rauch keine Berücksichtigung und wurde lediglich in dem einzigen von Helmut Hadler betreuten Spiel eingesetzt. Nachdem Johann Windisch das Team mit dem letzten Saisonspiel übernommen und es auf den neunten Tabellenplatz der Saison 1982/83 geführt hatte, kam der junge Abwehrspieler vor allem ab der darauffolgenden Spielzeit regelmäßiger für den DSV Alpine zum Einsatz.
Unter Binder fungierte er zumeist als Stammkraft in der Defensive und war dabei einer der Leistungsträger, als der Donawitzer SV Alpine im ohnehin schon sehr dicht gestaffelten Endklassement der 2. Division 1983/84 den dritten Tabellenplatz belegte. Über die Relegation – ein 2:0 im Hinspiel und ein 1:1 im Rückspiel gegen den SV St. Veit/Glan – schafften die Leobener daraufhin die Rückkehr in die höchste Fußballliga des Landes. In dieser war Schicker 1984/85 hinter dem Torhüter Gottfried Angerer der Spiel mit den meisten Einsatzminuten des DSV in dieser Saison. Der Defensivakteur verpasste lediglich ein einziges Meisterschaftsspiel und wurde in einem anderen nach nur wenigen Spielminuten angeschlagen wieder ausgewechselt. In der Endtabelle belegte er mit den Obersteirern den elften Platz und schaffte damit nur knapp den Klassenerhalt – da es aufgrund einer Ligareform gleich fünf Absteiger gab. 1985/86 kam Schicker im unter Johann Windisch begonnenen und unter Heinz Binder beendeten Grunddurchgang in einem Großteil der Partien als Stammspieler zum Einsatz. Nachdem der DSV Alpine nach fünf Meisterschaftsspielen noch immer ungeschlagen war, konnte der Klub in den nachfolgenden 17 Ligapartien bis zum Ende des Grunddurchgangs nur ein einziges Spiel gewinnen und belegte noch vor dem Salzburger AK 1914 den vorletzten Tabellenplatz. Im nachfolgenden Mittleren Play-off, bei dem Schicker alle Partien durchspielte, scheiterten die Donawitzer knapp an der Konkurrenz, belegten am Ende Rang 5 und mussten deshalb den Weg in die Zweitklassigkeit antreten.
In der Saison 1986/87 erhielt der Abwehrspieler beim Erstrundenspiel gegen den SV St. Veit/Glan (6:2-Heimsieg) die schnellste Gelbe Karte der Liga in dieser Saison, als er bereits in der ersten Spielminute verwarnt worden war. Im Laufe des Grunddurchgangs verpasste er nur einziges Spiel und bestritt mit der von Franz Mikscha trainierten Mannschaft, die den dritten Platz erreicht hatte, in weiterer Folge das Mittlere Play-off, in dem der DSV abgeschlagen den letzten von acht Plätzen belegte und somit weiterhin in der 2. Division verblieb. Unter Karl Hofmeister, der die Mannschaft im April 1987 übernommen hatte, startete er auch in die darauffolgenden Spielzeit 1987/88 und musste bereits im August 1987, als abermals Johann Windisch übernahm, einen neuerlichen Trainerwechsel hinnehmen. Im Grunddurchlauf rangierten die Leobener auf dem achten Tabellenplatz und mussten aus diesem Grund am saisonabschließenden Abstiegs-Play-off teilnehmen. Dieses beendete Schicker mit der Mannschaft auf dem dritten Platz, was den Klassenerhalt in der 2. Division bedeutete. Abermals war Schicker, der zeitweise auch als Mannschaftskapitän des DSV in Erscheinung getreten war, einer der Hauptleistungsträger in der Mannschaft und einer der Spieler mit den meisten Einsatzminuten im Kader, obwohl er in dieser Spielzeit auch einige Partien versäumte. Noch im Sommer 1988 endete seine Zeit im Profifußball, als er sich dem Verein Red Star Knittelfeld mit Spielbetrieb in der Unterliga Nord, in der zu dieser Zeit gleich drei Knittelfelder Mannschaften vertreten waren, anschloss.
Mit Red Star belegte er im Endklassement 1988/89 den siebenten Rang und damit einen Platz im Tabellenmittelfeld. 1989/90 beendete er die Meisterschaft mit zwei Punkten Vorsprung auf den nächsten Verfolger und Stadtrivalen ASK Rot-Weiß Knittelfeld und zwölf Punkten Vorsprung auf den Drittplatzierten, den ESV Knittelfeld, auf dem ersten Tabellenplatz und stieg dadurch in die steirische Landesliga auf. In einer teils recht dicht gestaffelten Tabelle schaffte er es mit den Knittelfeldern auf den 15. Platz und erreichte somit zumindest den Klassenerhalt. In der Landesliga-Saison 1991/92, in der mittlerweile auch der Stadtrivale RW Knittelfeld spielte, kam Schicker mit seinem Team nicht über einen 13. Platz hinaus und verließ den Verein noch zum Saisonende, um sich dem TuS St. Stefan ob Leoben anzuschließen. Wie lange er dem Verein in weiterer Folge angehörte oder ob er noch für andere Vereine als Spieler aktiv war, geht nicht weiter hervor. In seinem Spielerprofil auf der offiziellen Webpräsenz des ÖFB wird zumindest kein weiterer Verein nach dem TuS St. Stefan angegeben.
Nach seinem Karriereende als Aktiver trat Schicker, der 1991 einen Trainerlehrgang des Landesverbandes absolviert hatte und danach in den 1990er und 2000er Jahren zahlreiche Fortbildungen besucht hatte, kurzzeitig auch als Fußballtrainer in Erscheinung, Der Mann, der seit Oktober 1996 die UEFA-B-Trainerlizenz besaß, war unter anderem von Jänner 2005 bis Oktober 2007 Cheftrainer des FC Trofaiach und von November 2007 bis zum Sommer 2010 Cheftrainer des ATuS Niklasdorf. Jedoch trat er viele Jahre auch als Nachwuchstrainer in Erscheinung und verhalf Spielern wie Martin Ehrenreich, Christian Gratzei, Marko Stanković, Boris Hüttenbrenner oder seinem Sohn René zum Durchbruch in den Profifußball.

## Erfolge
mit dem DSV Alpine
- Sieger der Relegation und Aufstieg in die 1. Division der Bundesliga: 1983/84

mit Red Star Knittelfeld
- Meister der Unterliga Nord und Aufstieg in die Landesliga Steiermark: 1989/90

## Privates
Der in der Rötz bei Hafning bei Trofaiach (heute ein Stadtteil von Trofaiach) ansässige Schicker war seit Juli 2010 mit Anita (geborene Riedl) verheiratet und war aus einer vorherigen Beziehung Vater einer Tochter, sowie eines Sohnes, des Fußballspielers und -trainers René Schicker.
Am Ostersonntag 2017 kam der 55-jährige Schicker durch einen Unfall ums Leben, als er bei der Rückkehr von einem Dorffest beim Überqueren des Rötzbaches ausrutschte und im Bach ertrank. Neben seiner Ehefrau, seinen zwei Kindern mit Schwiegerkindern, wurde er auch von seinen damals vier Enkelkindern und seinem Vater Ferdinand überlebt. Das Begräbnis fand am 21. April 2017 am Stadtfriedhof Trofaiach statt.
Bis zu seinem Ableben war Schicker ein Mitarbeiter der voestalpine Stahl Donawitz GmbH, bei der er im Bereich Anlagenservice tätig war. Abseits des Fußballplatzes und seiner Arbeit trat der als geselliger und umgänglicher Mensch beliebte Schicker auch als Organisator des Trofaiacher Krampusspieles oder als DJ Rötzi bei diversen lokalen Festivitäten musikalisch in Erscheinung.